# Acriopsis liliifolia
Acriopsis liliifolia är en orkidéart som först beskrevs av J.König, och fick sitt nu gällande namn av Gunnar Seidenfaden. Acriopsis liliifolia ingår i släktet Acriopsis och familjen orkidéer.

## Underarter
Arten delas in i följande underarter:
- A. l. auriculata
- A. l. liliifolia

## Bildgalleri

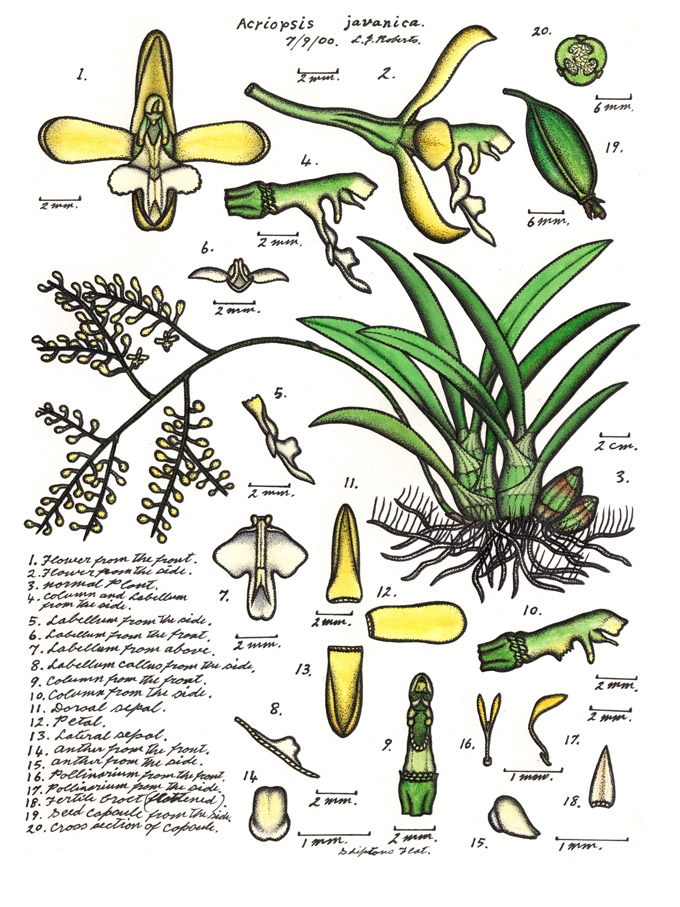